# Kōnoike Yokichi

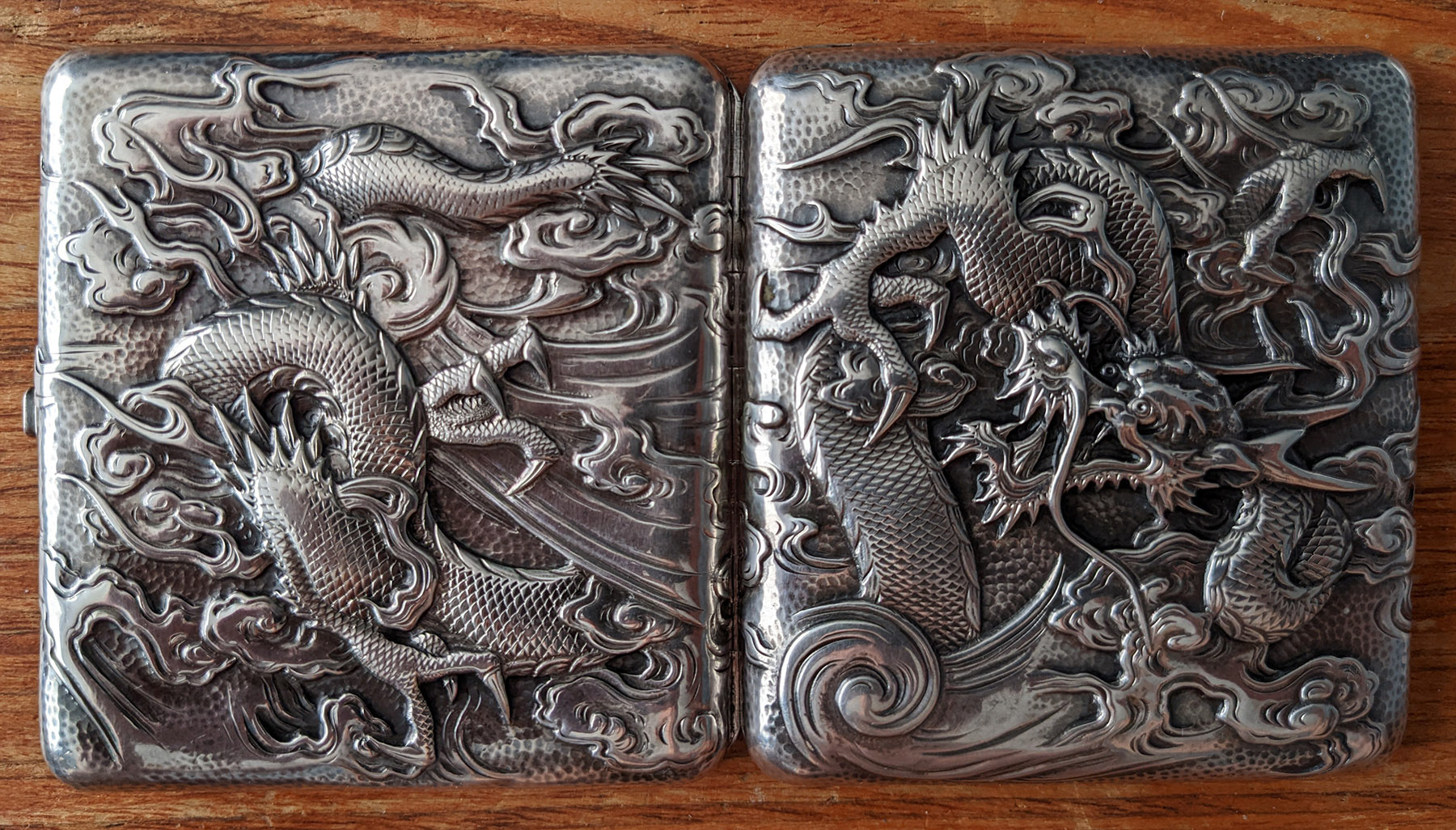
Zigarettenetui von Kōnoike Yokichi

Kōnoike Yokichi (japanisch 鴻池與吉, geboren 1848 in Edo, heute Tokio; Todesdatum unbekannt) war ein japanischer Silberschmied in Yokohama.

## Leben und Wirken
Kōnoike machte seinen Schulabschluss an der städtischen höheren Schule von Yokohama (Y校, ワイこう). Zunächst stellte er in Tōkyō Silberwaren her und gründete dann im Jahr 1890 in Yokohama einen Einzelhandel dafür. Die Produktionsstätte blieb in Tōkyō unter der Leitung von Kurokawa Eishō (黒川榮勝). Yokohama war in der Meiji-Ära derjenige der fünf internationalen Häfen Japans, der Tōkyō mit 20 Meilen Entfernung am nächsten lag. Zudem war Yokohama damals der größte Exporthafen Japans.
Kōnoike war hauptsächlich von 1880 bis 1910 bzw. 1921 tätig. Der Name des Einzelhandels lautete Iseya und auf einer englischsprachigen Visitenkarte ist seine Adresse als No. 47, Honcho-dori Sanchome, Yokohama, Japan angegeben (heutige Adresse Honchō 3-chōme 47-ban). Neben Silber (Jungin-Silber mit einem Feingehalt von über 950/1000) wurde auch Gold und Antimon verarbeitet. Verarbeitungsmethoden seiner Werke waren (wie bei seinen lokalen Konkurrenten Samurai Shōkai und Arthur & Bond) das Gravieren, Treiben und Einlegearbeiten, jedoch verwendete er Jungin-Silber und teilweise einen Silberstempel in japanischen Schriftzeichen, teilweise in lateinischen Schriftzeichen. Als Dekorationsmotive kamen sowohl traditionelle japanische florale Motive wie Chrysanthemen, Schwertlilien und Seerosen als auch für den Export traditionell chinesische Motive wie Drachen zum Einsatz. Später kamen zwei kleine Produktionsstätten in Yokohama hinzu. Beim Besuch Arthur of Connaughts in Japan im Jahr 1906 wurden den Anwesenden vom japanischen Ministerium für den kaiserlichen Haushalt Werke von Kōnoike überreicht. In Europa wurden seine Werke durch Liberty and Company in London verkauft. Ein Werk von ihm, eine Teekanne, befindet sich im Victoria and Albert Museum. Weitere vier Werke (Teekanne, Milchkännchen, Zuckerdose, Zuckerzange) befinden sich im Musée des Arts décoratifs.

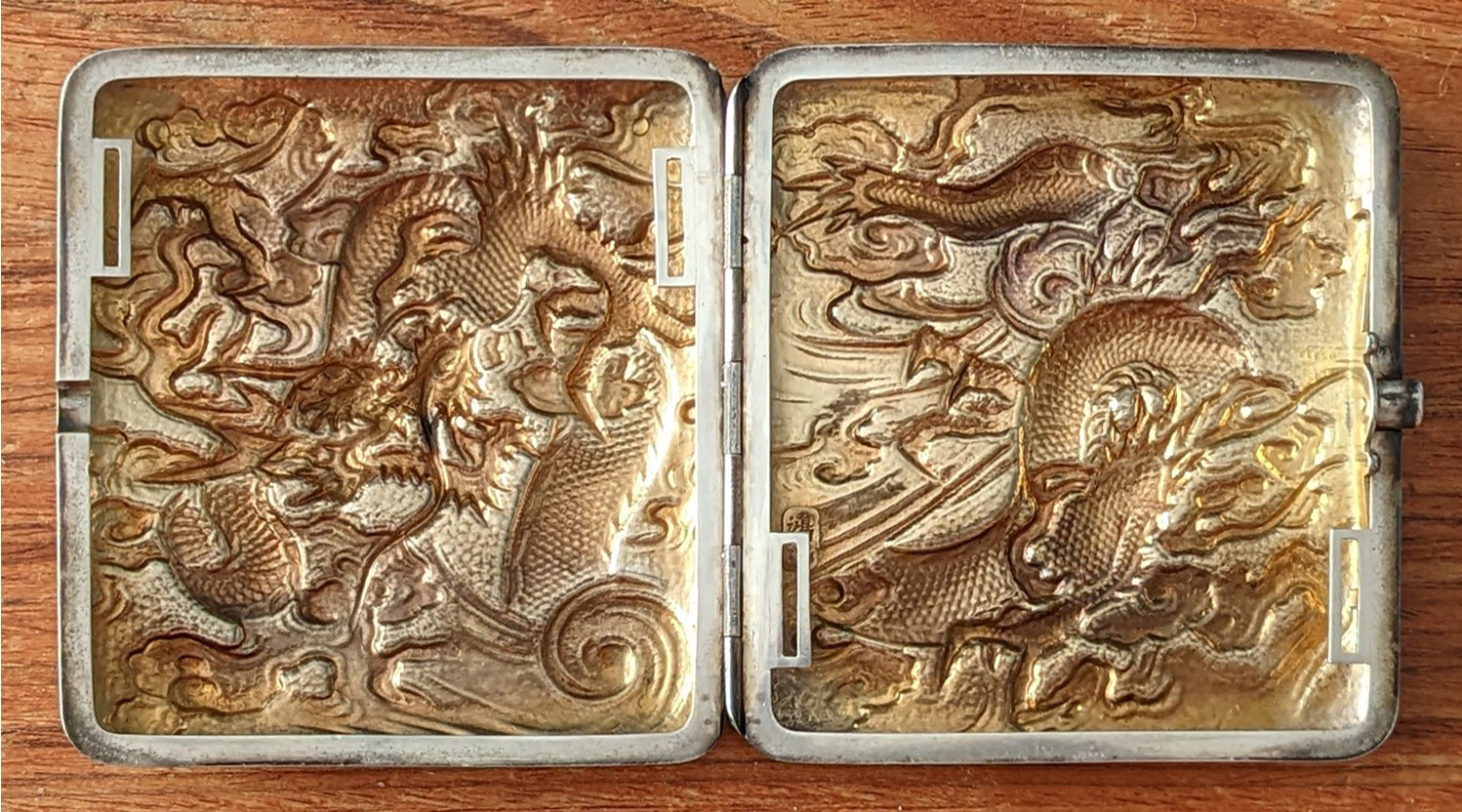
Zigarettenetui Innenseite
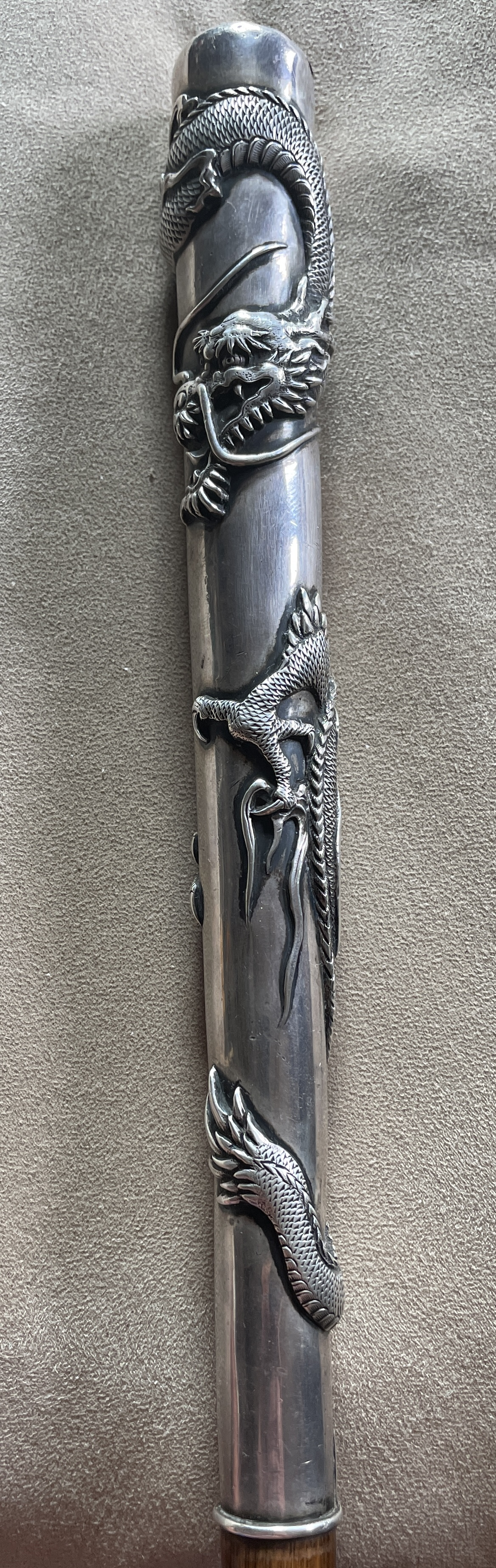
Gehstockgriff Vorderseite
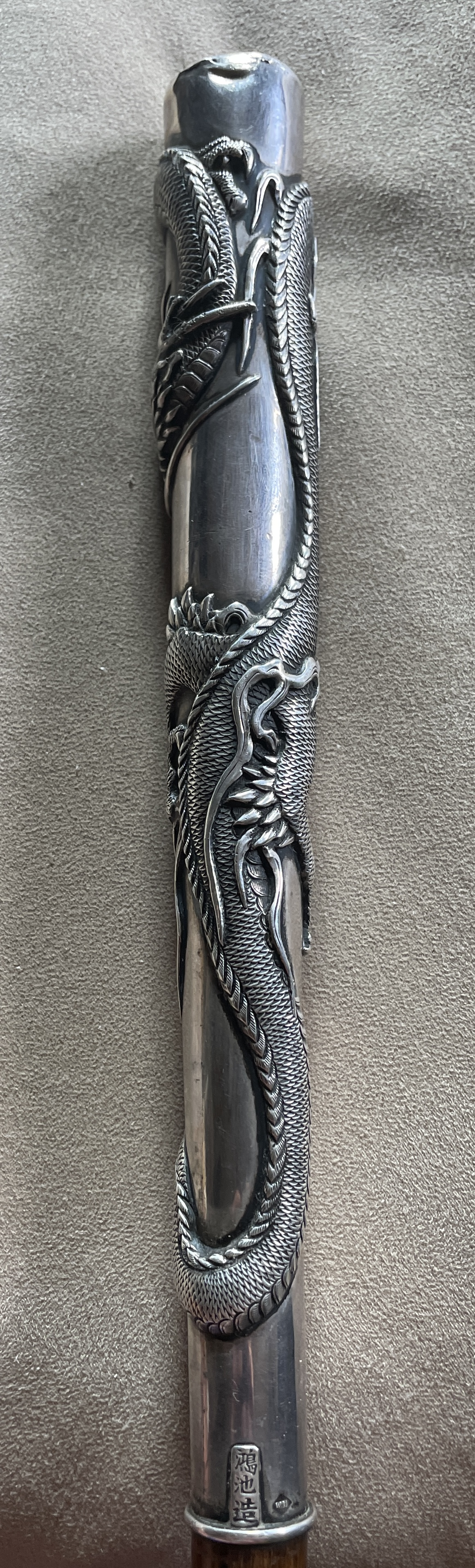
Gehstockgriff Rückseite mit Silberstempel